# Liverpool Castle

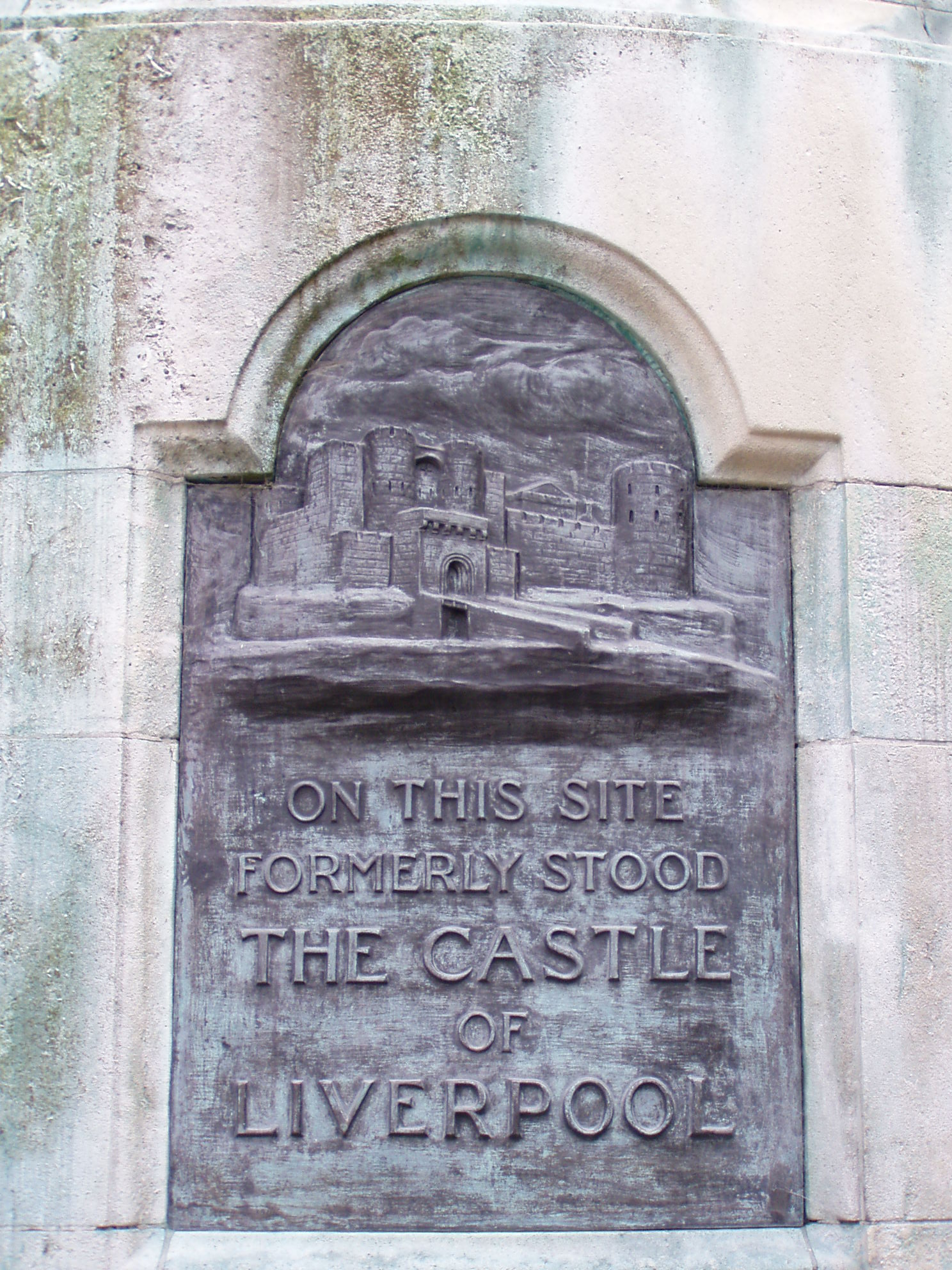
Tafel am Queen Victoria Monument in Liverpool

Liverpool Castle war eine Burg in Liverpool in der englischen Grafschaft Lancashire. Sie stand von 13. Jahrhundert bis Anfang des 18. Jahrhunderts.

## Bau
Die Burg wurde vermutlich in den 1230er-Jahren, zwischen 1232 und 1235, auf Geheiß von William de Ferrers, 4. Earl of Derby, errichtet. Vom Bau der Burg sind keinerlei Dokumente erhalten, mit Ausnahme der königlichen Befestigungserlaubnis (engl.: Licence to Crenellate), die Ferrers 1235 erhielt. Ganz in der Nähe, in West Derby, hatte es lange eine Burg gegeben, die von den Ferrers 1232 eingenommen wurde, aber 1296 war sie bereits eine Ruine. Die Burg in Liverpool wurde zum Schutz von König Johann Ohnelands neuem Hafen errichtet und lag an der heutigen Lord Street, dem höchsten Punkt der Stadt über dem Hafen. Dies entspricht dem heutigen Queen Victoria Monument am Derby Square in der Nähe des Stadtzentrums.

## Beschreibung
Die Burg wurde auf einem Plateau errichtet, das extra für diesen Zweck geschaffen wurde, und ein Burggraben von 18 Meter Breite wurde in den massiven Fels gemeißelt. Das Hauptgebäude bestand aus einem Torhaus, flankiert von zwei Türmen, an der Nordostecke gegenüber Castle Street; drei runde Türme befanden sich an den drei verbleibenden Ecken; einer davon wurde später, 1442, hinzugefügt. Vier Kurtinen verbanden die vier Türme; die Nord- und die Südmauer waren zurückgesetzt, damit man sie von den Türmen aus überwachen konnte. In der Burg gab es einen Rittersaal und eine Kapelle, die mit dem Südwestturm verbunden waren, sowie ein Brauhaus und ein Backhaus. Es gab auch einen Gang unter dem Burggraben hindurch bis zum Flussufer. Der Burghof war durch eine Mauer zwischen Nord- und Südmauer unterteilt. Unterhalb der Burgmauern stand ein Taubenschlag und ein Obsthain verlief von der Burg aus bis zu The Pool im Osten.

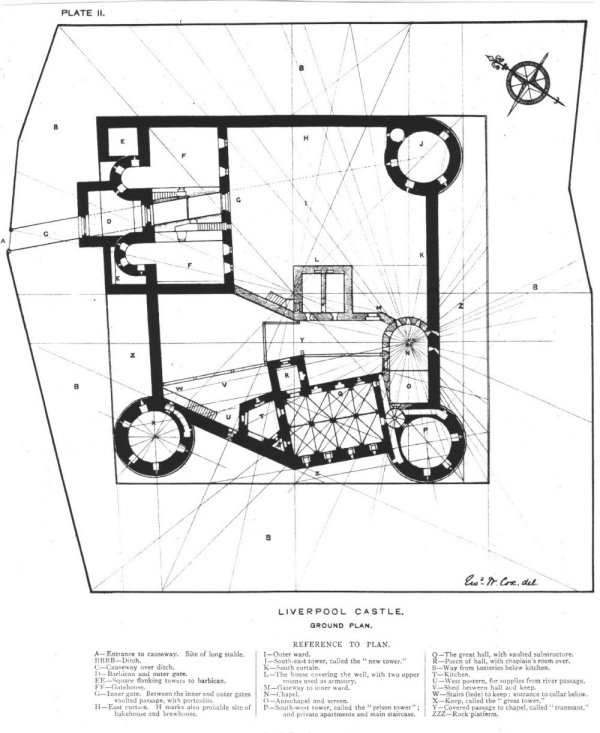
Grundriss von Liverpool Castle aus dem 19. Jahrhundert

## Geschichte
Nach dem Tod von William de Ferrers 1247 erbte sein Sohn, William sowohl Liverpool Castle als auch West Derby Castle. Den Titel erbte Robert de Ferrers. Er rebellierte gegen König Heinrich III., wurde verhaftet und dann zuerst im Tower of London und später in Windsor Castle eingesperrt. Seine Ländereien und sein Titel wurden einkassiert und fielen an die Krone. Heinrich III. vergab die Ländereien zusammen mit Lancaster an seinen zweiten Sohn Edmund. Mary de Ferrers, der Gattin des in Ungnade gefallenen Earls und Nichte des Königs, wurde im Juli 1266 die Herausgabe der Burg befohlen. Die Ländereien hielt Edmund Crouchback dann und vererbte sie seinem Nachfolger Thomas Plantagenet, 2. Earl of Lancaster.
Unter der Verwaltung von Thomas Plantagenet entwickelte sich Liverpool stetig. Der Earl gab nicht viel auf das Borough Liverpool und 1315 vermachte er Burg und Ländereien an Robert de Holand. Die Schaffung des Patronatsrechtes von Robert de Holand verursachte einigen Ärger unter den anderen Landbesitzern und am 25. Oktober desselben Jahres verbündeten sich Adam Banastre, Henry de Lea und William Bradshagh (oder Bradshaw) und führten einen Angriff auf die Burg, wurden aber innerhalb einer Stunde besiegt (Banastre-Rebellion). Dies war der einzige registrierte Angriff auf die Burg vor dem englischen Bürgerkrieg. Zwischen 1315 und 1323 fiel das Borough of Liverpool an die Krone zurück. 1323 besuchte König Eduard II. die Stadt und nächtigte in der Burg vom 24. bis zum 30. Oktober. Am Anfang seiner Regentschaft nutzte Eduard III. Liverpool als Einschiffungshafen während seiner Kriege mit Schottland und Irland. 1327 befahl der König dem Konstabler der Burg, Männern, die von den Schotten flohen, Schutz zu gewähren. 1367 gab es eine Untersuchung über das Land um Lancaster, die feststellte, dass „es eine gewisse Burg in Liverpool [gäbe], deren Burggraben und Weiderecht 2 Shillings pro Jahr Wert sei, und [dass] es ein Taubenhaus unter der Burg [gäbe], das pro Jahr 6 Shillings und 8 Pence Wert sei“.
Sir Richard Molyneux wurde 1440 zum Konstabler der Burg ernannt und der Titel wurde fünf Jahre später erblich gemacht. 1442 wurde die Burg durch den Bau des vierten Turms an der Südostecke verstärkt, was Baukosten von £ 46 13 s 10¼ d verursachte. Am 2. Oktober 1559 nennt ein Bericht die Burg „gänzlich eine Ruine und im Verfall begriffen“. Der Große Turm hatte ein Schieferdach und man schlug vor, ihn als Lager für die Gerichtsrollen zu verwenden. Man beschloss, die Burg sollte für £ 150 repariert werden, “andernfalls würde e seine große Entstellung der genannten Stadt Liverpool sein”.
Während der Regentschaft von König Karl I. wurde die Burg von Lord Derby eingenommen. 1644 nahmen Prinz Ruprecht und seine Männer die Burg ein, die später von Sir John Moore zurückerobert wurde. Protestantische Unterstützer von Wilhelm III. eroberten die Burg 1689. Am 5. März 1704 erhielten die Deputierten einen Pachtvertrag für 50 Jahre über die Burgruine und ihr Gelände von der Krone. Lord Molyneux zweifelte dies an, da er immer noch auf sein Erbrecht als Konstabler pochte. Dies verzögerte den endgültigen Vertragsschluss bis 1726. Zu diesem Zeitpunkt waren die letzten Ruinen der Burg beseitigt. 1715 war ein Gesetz beschlossen worden, dass die Burg abzureißen und stattdessen eine Kirche zu bauen sei. Der Bau der St George's Church begann auf dem Gelände der alten Burg und die Kirche wurde 1734 geweiht. 1825 war diese Kirche wieder abgerissen und eine neue an ihrer Stelle errichtet worden. 1899 wurde auch diese neue Kirche wieder abgerissen und 1902 an ihrer Stelle das Queen Victoria Monument errichtet. 1976 wurden auf der Südseite von Castle Street Ausgrabungen durchgeführt, bevor man das Crown Courts Building im Stil einer Burg errichtete.

## Replika

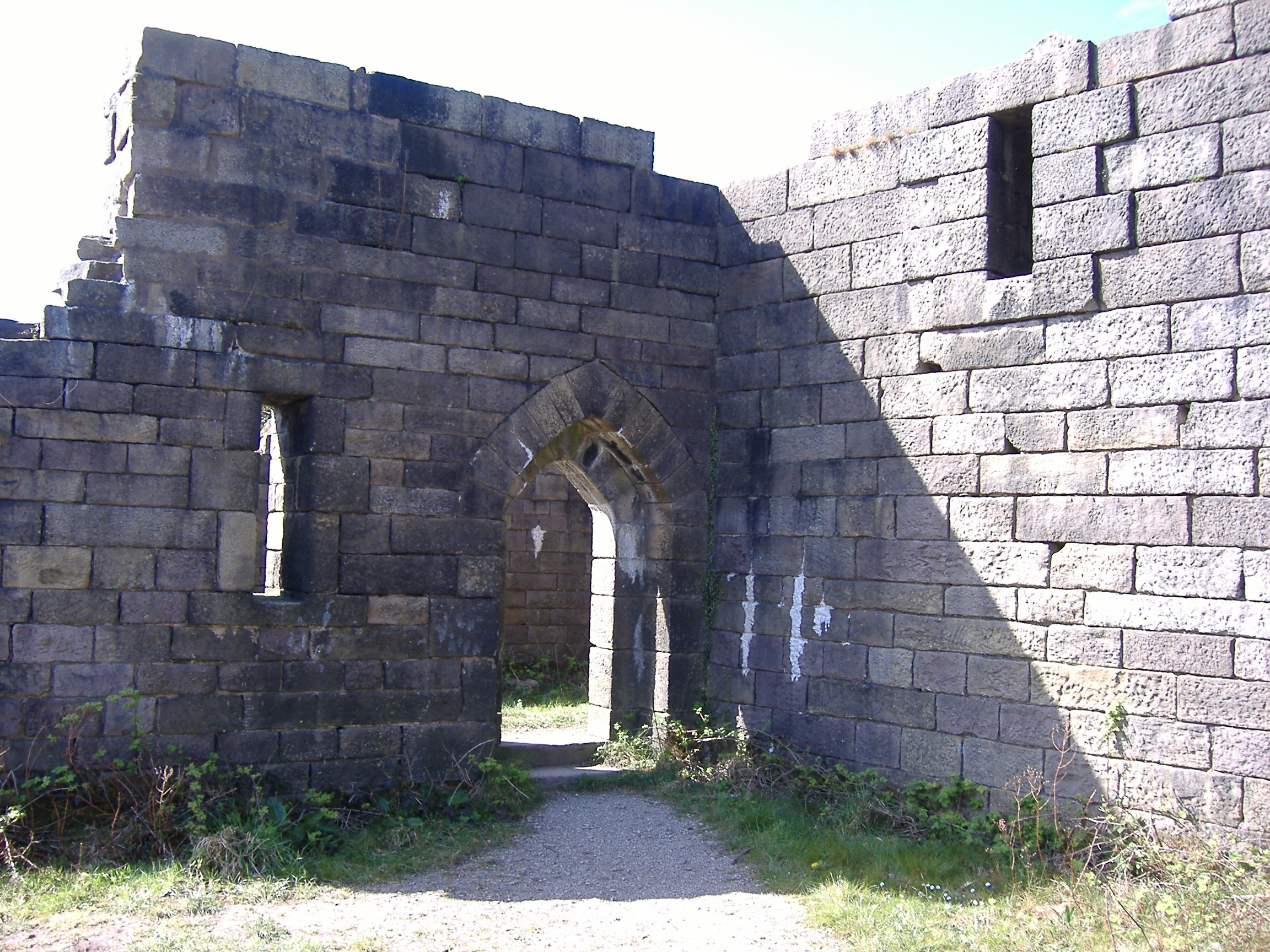
Maßstabsgerechte Replika von Liverpool Castle in Rivington

Im Lever Park in Rivington bei Chorley ließ William Lever eine Folly bauen, die eine verkleinerte, maßstabsgerechte Replika der Burgruine von Liverpool Castle darstellt. Der Bau begann 1912 und die Replika, die nie vollendet wurde, basierte auf einer mutmaßlichen Rekonstruktion von Liverpool Castle, die Edward W. Cox 1892 erstellte.